# Bambusa fimbriligulata
Bambusa fimbriligulata är en gräsart som beskrevs av Mcclure. Bambusa fimbriligulata ingår i släktet Bambusa och familjen gräs. Inga underarter finns listade i Catalogue of Life.